# Schalk van der Merwe (rugby à XV)
Pour les articles homonymes, voir Van der Merwe.

a Compétitions nationales et continentales officielles uniquement.

Dernière mise à jour le 9 août 2020.
Schalk Willem van der Merwe, né le 4 décembre 1990 à Tzaneen (Afrique du Sud), est un joueur de rugby à XV sud-africain évoluant au poste de pilier avec les Southern Kings en Super Rugby.

## Biographie
Après un passage en Top 14 à Montpellier, Schalk van der Merwe reste sans club pendant quelques mois. Il rentre alors en Afrique du Sud et rejoint les Southern Kings à l'hiver 2016 pour disputer la saison de Super Rugby. En mars 2017, la presse annonce qu'il rejoindra le club irlandais d'Ulster Rugby évoluant en Pro12 après avoir terminé la saison régulière avec les Southern Kings.